# Wiestal mit Rauber
Das Wiestal mit Rauber ist ein mit Verordnung des Regierungspräsidiums Stuttgart vom 13. August 1992 ausgewiesenes Naturschutzgebiet (NSG-Nummer 1.185) im Gebiet der Stadt Kirchheim unter Teck (Gemarkung Jesingen) und der Gemeinden Ohmden und Holzmaden im baden-württembergischen Landkreis Esslingen.

## Lage
Das 136,5 Hektar große Naturschutzgebiet liegt zwischen Jesingen und Ohmden, östlich von Kirchheim unter Teck. Die Kreisstraße K 1265 führt mitten durch das Gebiet. Es liegt im Naturraum 101 – Mittleres Albvorland innerhalb der naturräumlichen Haupteinheit 10 – Schwäbisches Keuper-Lias-Land.

## Schutzzweck
Schutzzweck ist die Erhaltung und Wiederherstellung der naturnahen Wiesenaue des Trink- und Seebachtals mit ihren vielfältigen, ökologisch wertvollen Biotoptypen, die Erhaltung und Sicherung der ökologisch wertvollen Hanglagen des Rauber mit ihren vielfältigen, ökologisch wertvollen Biotoptypen und die Sicherung der vernetzten Lebensverhältnisse für die im Schutzgebiet in reichem Maß vorkommenden Tier- und Pflanzengesellschaften. Das Gebiet ist ein für den Landkreis Esslingen fast einmaliger Lebensraum, der auch überregionale Bedeutung hat.
Das Schutzgebiet liegt  im Bereich des Schwarzen Jura (Lias). Der westliche Rauberhang wird durch den rund 15 Meter mächtigen Lias Beta (Turneritone) geprägt.